# Parafia św. Stanisława Biskupa i Męczennika w Naczęsławicach
Parafia świętego Stanisława Biskupa i Męczennika w Naczęsławicach – parafia rzymskokatolicka, znajdująca się w diecezji opolskiej, w dekanacie Gościęcin.